# Live at the It Club
Live at the It Club è un album dal vivo del pianista e compositore statunitense Thelonious Monk, pubblicato nel 1982 ma registrato nel 1964.

## Tracce
Side 1
1. Blue Monk – 7:30
2. Well, You Needn't – 7:35
3. 'Round Midnight – 6:35

Side 2
1. Rhythm-A-Ning – 6:55
2. Blues Five Spot – 5:50
3. Bemsha Swing – 5:30

Side 3
1. Straight, No Chaser – 4:30
2. Nutty – 7:35
3. Evidence – 5:45

Side 4
1. Misterioso – 8:20
2. Gallop's Gallop – 5:15
3. Ba-Lue Bolivar Ba-Lues-Are – 6:25

## Formazione
- Thelonious Monk – piano
- Charlie Rouse – sassofono tenore
- Larry Gales – basso
- Ben Riley – batteria